# Archidiecezja benińska
Archidiecezja benińska (łac. Archidiœcesis Urbis Beninensis) – diecezja rzymskokatolicka w Nigerii. Powstała w 1884 jako prefektura apostolska Górnego Nigru. W 1911 przemianowana na prefekturę Zachodniej Nigerii. W 1918 podniesiona do rangi wikariatu apostolskiego. W 1943 przemianowana na wikariat  Asaba-Benin. W 1950 podniesiona do rangi diecezji Benin. Archidiecezja od 1994.

## Główne świątynie
- Archikatedra: Archikatedra Krzyża Świętego w Beninie

## Biskupi diecezjalni
- Arcybiskupi metropolici Benin City
  - Abp Augustine Akubeze (od 2011)
  - Abp Richard Anthony Burke, S.P.S 2007 – 2010
  - Abp Patrick Ebosele Ekpu 1994 – 2006
- Bishops of Benin City (Roman rite)
  - Abp Patrick Ebosele Ekpu 1973 – 1994
  - Bp Patrick Joseph Kelly, S.M.A. 1950 – 1973
- Wikariusze apostolscy Asaba-Benin
  - Bp Patrick Joseph Kelly, S.M.A. 1939– 1950
- Wikariusze apostolscy Zachodniej Nigerii
  - Abp Leo Hale Taylor, S.M.A. 1934 – 1939
  - Bp Thomas Broderick, S.M.A. 1918– 1933
- Prefekci apostrolscy Zachodniej  Nigerii
  - O. Carlo Zappa, S.M.A. 1911 – 1917